# Olha Boichenko
Olha Boichenko (Odesa, 6 de enero de 1989) es una futbolista ucraniana que juega como centrocampista en el Zvezda Perm de Rusia. 
Comenzó su carrera en la liga ucraniana, en el Yuzhanka Jersón (2005-07) y el Legenda Chernigov (2008-10). En 2008 debutó con la selección ucraniana, con la que jugó la Eurocopa 2009.
En 2010 fichó por el Zvezda Perm ruso, y en la 2010-11 debutó en la Champions League con este equipo.